# Fistulatus athena
Fistulatus athena är en insektsart som beskrevs av Su-qin Shang och Zhang 2003. Fistulatus athena ingår i släktet Fistulatus och familjen dvärgstritar. Inga underarter finns listade i Catalogue of Life.